# Euxiteu
Euxiteu (Euxitheus Εὐξίθεος) fou un filòsof pitagòric grec del que Ateneu de Naucratis esmenta la seva creença: les animes de tots els homes són confinades als cossos pels déus per càstig i si no s'hi queden el temps establert pels déus les animes estaven exposades a sofriments més grans.